# Waubaushene
Waubaushene est un village du canton de Tay en Ontario (Canada) situé aux abords de la baie Géorgienne à l'est du Lac Huron.

## Histoire
Les missionnaires jésuites Jean de Brébeuf et Gabriel Lalemant y furent martyrisés et tués par les Iroquois le 16 mars 1649.